# Казанова Елво
Казано̀ва Ѐлво (на италиански: Casanova Elvo; на пиемонтски: Casanova, Казанова) е село и община в Северна Италия, провинция Верчели, регион Пиемонт. Разположено е на 152 m надморска височина. Населението на общината е 258 души (към 2013 г.).